# 産業競争力強化法
産業競争力強化法（さんぎょうきょうそうりょくきょうかほう、平成25年12月11日法律第98号）は、2013年に成立し、2014年に施行された日本の法律。通称は「産競法」。

## 概要
この法律は、日本経済を再興すべく、日本の産業を中長期にわたる低迷の状態から脱却させ、持続的発展の軌道に乗せるためには、経済社会情勢の変化に対応して、産業競争力を強化することが重要であることに鑑み、産業競争力の強化に関し、基本理念、国及び事業者の責務を定めるとともに、規制の特例措置の整備等及びこれを通じた規制改革を推進し、併せて、産業活動における新陳代謝の活性化を促進するための措置、株式会社産業革新投資機構に特定事業活動の支援等に関する業務を行わせるための措置及び中小企業の活力の再生を円滑化するための措置を講じ、もって国民生活の向上及び国民経済の健全な発展に寄与することを目的とする。この法律において「産業競争力」とは、産業活動において、高い生産性及び十分な需要を確保することにより、高い収益性を実現する能力をいう。

## 議論と改正
2024年　再生可能エネルギー導入・CO2排出量削減技術等への税優遇、中堅事業者重点支援措置 ====
- 5月31日：参議院本会議（岸田内閣、第213回国会（常会））で可決成立。[4][5]